# Casa Dalmau (Palafrugell)
La Casa Dalmau és una obra noucentista de Palafrugell (Baix Empordà) protegida com a Bé Cultural d'Interès Local.

## Descripció
Gran casa unifamiliar amb jardí davant la façana principal voltat d'una tanca. Planta baixa, pis i golfes. La façana principal presenta una gran balconada correguda a l'altura del primer pis, amb balustrada sostinguda per columnes d'ordre dòric que creen un pòrtic davant l'entrada. Sobre la cornisa, hi ha una barana d'obra amb balustrada a la part central. Sobre la llinda de totes les obertures d'aquesta façana s'hi repeteix un element ornamental classicitzant en forma de garlanda en alt relleu. La façana lateral del carrer Girona, en canvi, té un tractament molt diferent.
En la distribució interior predomina una gran escala central. La tanca del jardí té una entrada principal al carrer Torres Jonama un portal entre dues pilastres rematades per grans gerres decoratives. És limitat per parets baixes amb enreixat al damunt. Les reixes i el portal, de ferro, de la tanca del jardí presenten uns temes ornamentals a base de flors i cintes, de clara tradició modernista, en clara contradicció amb el conjunt arquitectònic, noucentista.